# Histoire des Juifs à Augustów
L'histoire des Juifs à Augustów commence au milieu du XVIe siècle et va s'étendre d'une façon quasi-continue jusqu'à la Seconde Guerre mondiale où la communauté juive, forte d'environ 4 000 membres, est anéantie par l'Allemagne nazie pendant la Shoah.  
Augustów est une ville de la voïvodie de Podlachie, dans le nord-est de la Pologne. Ville de frontière, elle passa successivement de la Lituanie à la Pologne, puis à la Prusse et à la Russie.
Augustów est situé à 100 km au nord de Białystok et à moins de 40 km de la frontière avec la Biélorussie. La ville compte actuellement un peu plus de 30 000 habitants.

## Histoire de la communauté juive

### Les débuts de la communauté juive
On suppose que les premiers Juifs se sont installés en ville en 1577, ou selon certaines sources dès 1564, date à laquelle un Juif, dont le nom n'est pas mentionné, reçoit un terrain du roi comme paiement pour sa contribution à la fondation de la ville.  
En 1578, le roi Étienne Báthory autorise les Juifs à s'installer dans la ville royale d'Augustów et leur accorde la permission totale de pratiquer le commerce et l'artisanat, y compris de vendre des boissons alcoolisées. 
Les plus vieux documents conservés confirment la présence en 1630 de Juifs à Augustów, vivant principalement de la pêche dans les étangs entourant la ville et du commerce du poisson. Les juifs louent les étangs et la pêche est organisée sous leur supervision. 
À partir de la seconde moitié du XVIIe siècle, une communauté juive se met en place. Elle est mentionnée dans une délibération du Conseil des Quatre Pays. On suppose qu'à cette époque, elle dépend de la communauté plus importante de Tykocin. En 1674, elle possède sa propre synagogue en bois et un mikvé. Au XVIIIe siècle, Augustów devient le siège d'une communauté juive régionale, rassemblant quelques villes et villages alentour. En 1684, le Conseil des Quatre Pays doit régler un différend entre la communauté juive d'Augustów et celle de Tykocin, cette dernière se plaignant que celle d'Augustów ne paye pas ses dettes sous prétexte de l'incendie qui a ravagé la ville. Il est aussi indiqué dans les annales du Conseil, que la communauté d'Augustów doit en 1769 et 1796 la somme de 264 złotys comme impôt de capitation.  

### DuXVIIIesiècleà laPremière Guerre mondiale
Au milieu des années 1760, 239 Juifs habitent Augustów, vivant majoritairement de l'abattage d'arbres, du flottage du bois vers Dantzig et du commerce. Bien que le gouvernement russe interdise aux Juifs de s'installer dans la ville frontière entre la Pologne et la Russie de 1823 à 1862, le nombre de Juifs ne cesse d'augmenter durant la première moitié du XIXe siècle, pour atteindre en 1860, 45 % de la population totale de la ville,  

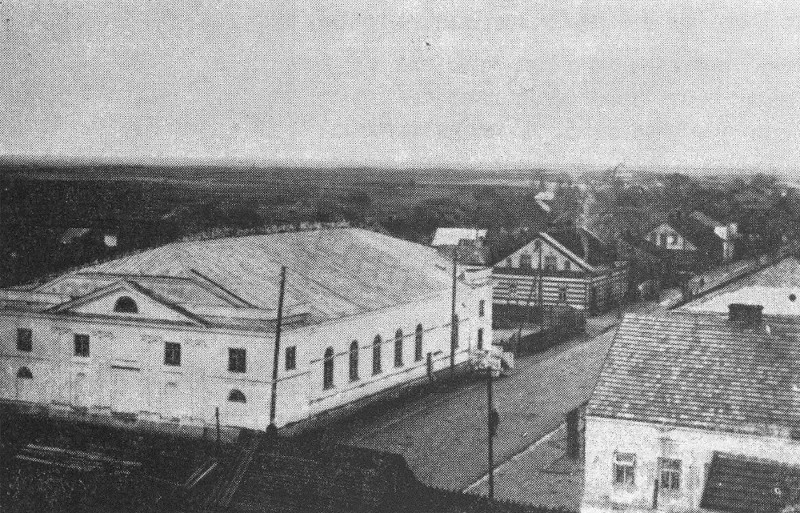
La Beit ha-Knesset ha-Gadol (la grande synagogue)

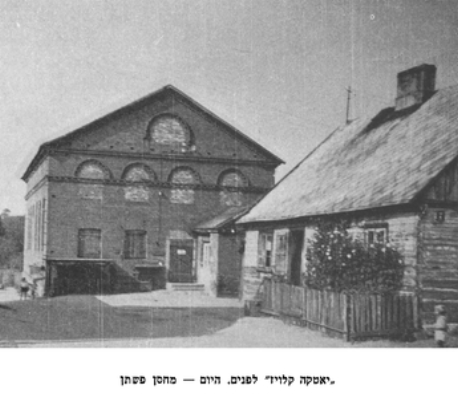
La synagogue Jatke Kalniz, actuellement centre des impôts

En 1840, la Beit ha-Knesset ha-Gadol, une grande et impressionnante synagogue de style classique, est érigée à l'intersection des rues Polna et Zygmuntowska. La Chevra Kadisha ainsi que le klotz (maison de prière) des cordonniers sont logés dans le bâtiment de la grande synagogue. Une autre synagogue existe aussi, construite un peu avant à l'intersection des rues Zygmuntowska et Szkolna. Au début du XXe siècle, en plus des deux synagogues situées rue Zygmuntowska, trois autres ont été construites, une située près de la rue Mostowa, une autre entre la rue 3 Maja et la rue Skorupki, et la troisième bâtie entre 1925 et 1928 et dénommée d'après son fondateur Jatke Kalniz Beit Midrasz, située rue Zabia, là où se trouve actuellement les bâtiments des services fiscaux. Le vieux cimetière est situé près de la synagogue. Un nouveau cimetière juif, en dehors de la ville est ouvert à la fin du XIXe siècle
Dans les années 1890, des petits groupes de différents mouvements hassidiques font leur apparition à Augustów, chacun possédant sa propre maison de prière comme le klotz des bouchers ou le klotz du pont situé rue du Pont.  
Shalom Shachna est mentionné comme rabbin et responsable de la cour rabbinique dans les années 1820. On ignore les détails de sa vie. Yosef, le fils du rabbin Baruch est le rabbin et responsable de la cour rabbinique en 1837. Le rabbin Shmuel Avigdor Toseftal, auteur d'un livre sur Maïmonide et sur le Code de la vie juive est rabbin d'Augustów dans les années 1840 et jusqu'à 1854, date à laquelle il s'installe à Niesuchojeże (maintenant Wola en Ukraine). Il est remplacé par le rabbin Yisrael Isser Shapira, natif d'Augustów et auteur du livre de responsa Ezrat Yisrael. En 1870, Yitzchak HaLevi occupe le poste de rabbin pendant peu de temps car il décède la même année. Son gendre, le rabbin Kasriel Nasan le remplace et va occuper le poste pendant 52 ans, à l'exception des dix années de 1887 à 1896, où il est obligé de quitter la ville à la suite d'une dispute interne à la communauté. Pendant ces dix ans, il est remplacé par le rabbin Yehuda Leib Gordon, un des plus célèbres hazzan (cantor) de son époque et auteur du livre Dvar Yehuda. Kasriel revient en 1896 et occupera le poste jusqu'à sa mort en 1921.    
À partir des années 1870 jusqu'au début des années 1920, un rabbin nommé par le gouvernement est responsable du registre civil pour les Juifs d'Augustów et de la région. Ce poste est occupé par l'écrivain Israel Wolf (Zeev) Sperling, connu pour ses traductions de Jules Verne en hébreu,.
Au début du XIXe siècle, les Juifs d'Augustów vivent surtout de l'artisanat (transformation alimentaire, tannage, confection), du commerce de détail et de la pêche. À partir du milieu des années 1820, plusieurs habitants juifs travaillent sur le site de construction du canal d'Augustów, qui long de 101 km, reliera Augustów à Grodno (maintenant Hrodna en Biélorussie).
Dans la seconde moitié du XIXe siècle, un groupe de riches marchands, hommes d'affaires et propriétaires d'usines émerge, formant l'élite financière de la communauté juive de la ville. À la fin du XIXe siècle, près de 98 % de toutes les usines (brasseries, fabrique d'hydromel, briqueteries, tuileries, tanneries, savonneries, moulin de pompage d'eau, fonderies, scieries, serrureries, une fabrique de porcelaine etc.), appartiennent à des hommes d'affaires juifs. La tannerie est si renommée qu'elle exporte ses produits dans toute la Russie. De nombreux Juifs possèdent des petits commerces qui vendent entre autres des boissons alcoolisées, et certains louent des appartements. Parmi ceux-ci, certains font du commerce avec la garnison russe qui s'installe en ville à partir de 1868. Dans les années 1880 et 1890, se développent plusieurs petites usines textiles détenues par des Juifs.  La communauté juive emploie aussi du personnel pour ses services sociaux, l'éducation et la santé de ses membres. 
Vers la fin du XIXe siècle, plusieurs grands incendies détruisent la ville. La situation des Juifs après la destruction de leur maison et de leur commerce est telle, que les communautés juives des villes voisines doivent venir à leur secours. Le baron de Günzburg et Moïse Montefiore viennent aussi pécuniairement aider à la reconstruction.    
Au milieu des années 1880, apparaissent les premiers partis politiques juifs à Augustów. L'organisation sioniste s'implante en 1885, et le Bund en 1905. Ce dernier, mouvement socialiste de gauche, séculaire et antisioniste va participer à des grèves et à des manifestations pendant la révolution de 1905.

### LaPremière Guerre mondialeet l'entre-deux-guerres
Pendant la Première Guerre mondiale, beaucoup de Juifs quittent Augustów, et la plupart ne sont pas revenus après la fin de la guerre, conduisant à une diminution de la population juive de la ville. En 1921, la ville compte 2 261 Juifs, dont une grande partie travaille comme tailleur,.
Dans les années 1920-1930, la communauté juive d'Augustów fait face à de sérieux problèmes économiques. Le commerce de gros avec la Russie se tarit dès la proclamation de la république polonaise. Augustów perd son statut de ville commerciale. Les négociants et les grossistes juifs quittent la ville. Seuls restent dans les mains des Juifs le petit commerce et le colportage. Des aides financières sont fournies par la Zydowski Bank Spółdzielczy (Banque coopérative juive), fondée en 1922 avec l'aide du JOINT américain. Près de la moitié des familles juives vont bénéficier de prêts de la banque. Le JOINT supporte aussi un fonds caritatif, créé pendant les années de guerre. Le capital de ce fonds va atteindre près de 26 000 zlotys. Les marchands juifs s'organisent eux-mêmes à l'intérieur de leur association pour venir en aide à leurs membres. Les Juifs d'Augustów émigrés aux États-Unis envoient une aide financière importante à leur famille et à la communauté juive dans son ensemble.
Malgré les difficultés économiques, la vie sociale et politique juive se développe à Augustów pendant l'entre-deux-guerres. Tous les partis juifs existant en Pologne ont leur branche à Augustów. On trouve tout le spectre des partis sionistes: les sionistes généraux; Poale Zion; Mizrahi (sionistes religieux) et les sionistes révisionnistes. Le nombre croissant d'acheteurs de shekels sionistes (obligations pour l'achat de terres en Palestine) et du nombre d'électeurs aux congrès sionistes montrent leur influence grandissante: de 79 électeurs au 14e congrès en 1925 à Vienne, le nombre passe à 143 pour le 17e congrès en 1931 à Bâle et bondit à 649 pour le 20e congrès en 1937 à Zurich, avant un léger tassement à 523 pour le 21e congrès en 1939 à Genève. Les mouvements des jeunesses sionistes sont très actifs, et le nombre de leurs membres croit continuellement. Une section de Hechalutz est établie en 1924. Des branches du Betar et de l'Hashomer Hatzaïr s'implantent à Augustów en 1927, et les jeunesse Mizrahi en 1930. Le nombre de jeunes qui font leur alya après avoir participé à des camps Hachshara (camp de préparation à la vie en Eretz Israel) dans des kibboutz installés dans la région d'Augustów, augmente. Les organisations de jeunesse ouvrent de petites bibliothèques et des clubs sportifs. Le parti du judaïsme orthodoxe Agudas Yisroel installe une branche à Augustów en 1922, principalement pour les élections communautaires et municipales. Il ouvre en 1927 une école Beis Yaakov pour les filles. 
Les mouvements de jeunesse juive

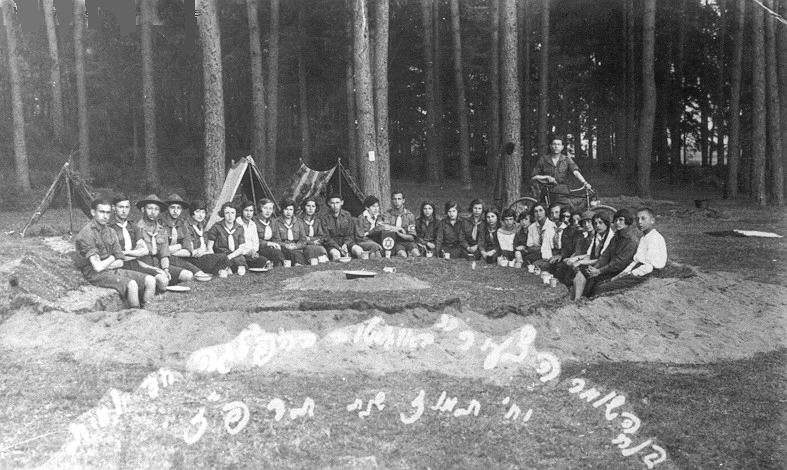
Camp des jeunes de la Hashomer Hatzaïr
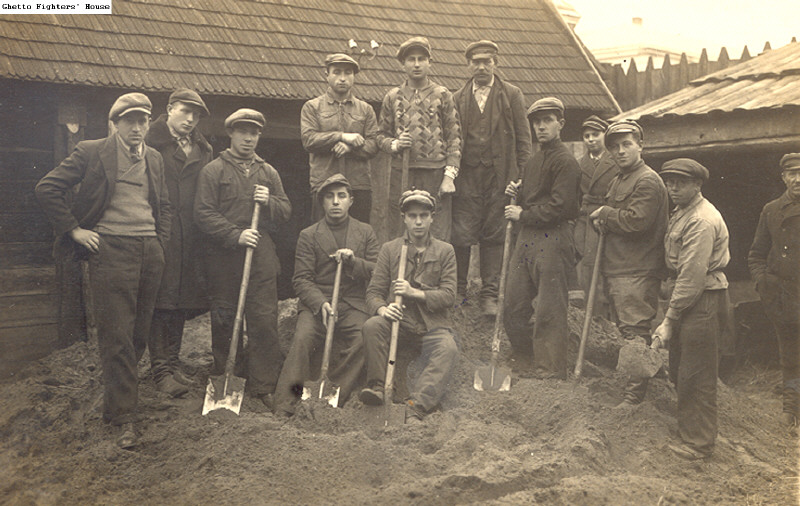
Membres du mouvement Hechalutz Rabbi Mohilewer s'entrainant à l'agriculture
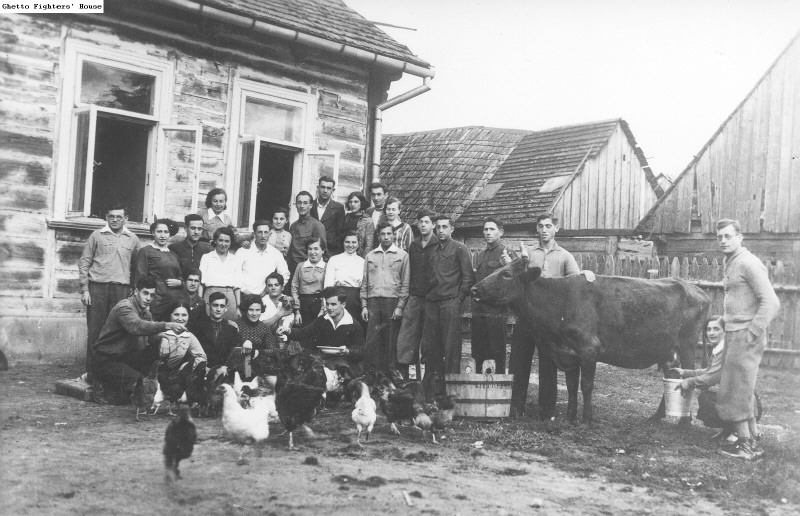
Membres du mouvement Hechalutz Tel Hai, se formant à l'élevage
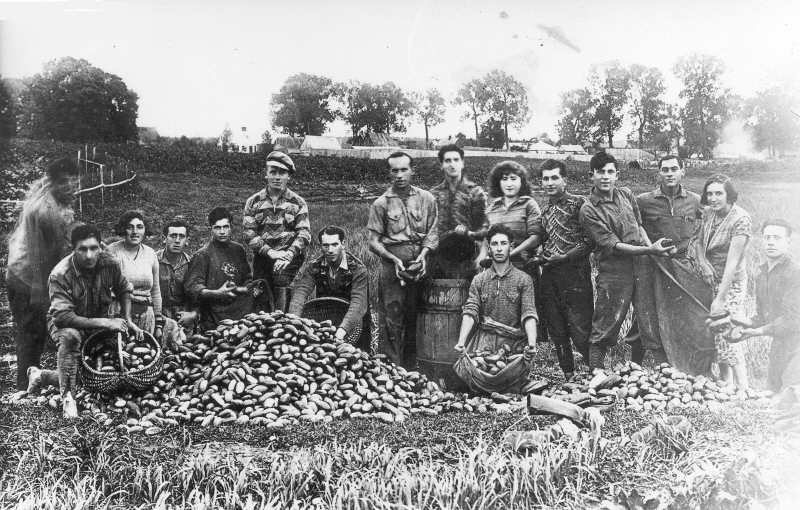
Membres du mouvement Hechalutz Tel Hai se formant à l'agriculture
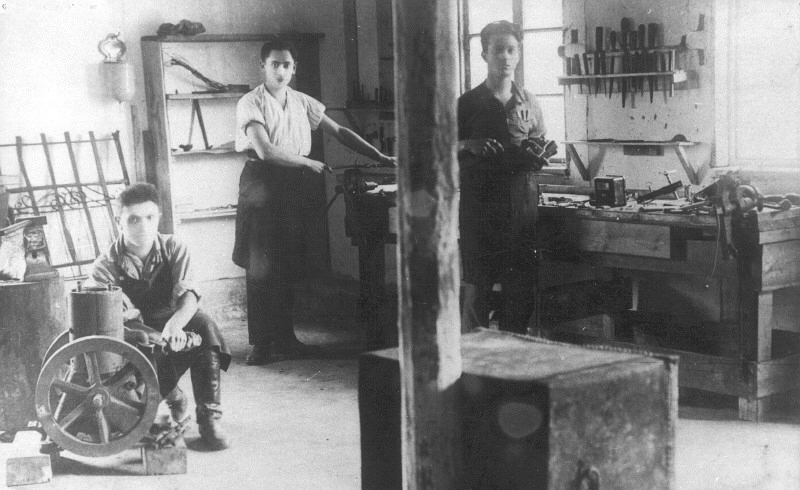
Membres du mouvement Hechalutz en stage de charpenterie

Le Bund socialiste a aussi une influence notable dans la communauté juive d'Augustów et réussit à faire élire des membres aux élections communautaires et municipales.              
Lors des élections municipales les partis juifs présentent généralement une liste unie, à l'exception du Bund, et obtiennent quatre conseillers. Le Bund seul a un conseiller. Lors des dernières élections communautaires, la liste sioniste obtient un siège, le parti Mizrahi un siège, le Poale Tzion un siège, les sionistes révisionnistes un siège tandis que le Bund reçoit deux sièges ainsi qu'Agudas Yisroel. 
Quand le rabbin Kasriel Nasan meurt en 1921 après avoir servi pendant de nombreuses années, il est remplacé en 1922 par Yitzchak Kosowski qui occupe le poste jusqu'en 1925. Il prend alors un poste à Volkovysk (maintenant Vawkavysk en Biélorussie), avant d'émigrer en Afrique du Sud à Johannesbourg. Zelig Koslowski, auteur du livre Ein Tzofim est choisi pour le remplacer. Auparavant le rabbin Koslowski avait servi comme juge rabbinique et enseignant à Augustów pendant près de 50 ans. Il fait son alya vers la Terre d'Israël en 1934. Le rabbin Hirsch Leiter est choisi comme rabbin et responsable de la cour rabbinique d'Augustów quelques mois avant le déclenchement de la Seconde Guerre mondiale. Le rabbin Leiter est le dernier rabbin de la communauté. Il périt pendant la Shoah . 
La plupart des enfants étudient dans des heders privés mis en place par la communauté pendant la période de guerre. Un heder moderne établi en 1917 devient une école publique à sept niveaux recevant environ 230 élèves. 
Le périodique yiddish Augustower Leben voit le jour à Augustów en 1939, mais un seul numéro sortira le 24 février 1939. 
Pendant toute la période de l'entre-deux 'guerres, les autorités locales et les cercles nationalistes alimentent une propagande antisémite qui ira en s'amplifiant tout au long des années 1930. Un boycott des commerces et entreprises juives est mis en place. Des actes violents sont perpétués contre des Juifs et en 1931, on compte de nombreux blessés dont certains sérieusement.

### LaSeconde Guerre mondialeet la fin de la communauté
En 1939, environ 4 000 Juifs vivent à Augustów. Lors du pacte germano-soviétique signé le 23 aout 1939, entre l'Allemagne nazie et l'Union soviétique, la ville d'Augustów fait partie de la zone attribuée à l'Union soviétique. La frontière entre la zone d'occupation soviétique et celle occupée par l'Allemagne passe à 8 km au nord d'Augustów, au pont situé près du village de Szczebra. De nombreux réfugiés arrivent en ville provenant des villes de Suwałki et Raczki passés sous contrôle allemand. Dès le déclenchement de la Seconde Guerre mondiale et l'entrée de l'Armée rouge dans la ville, la majorité des institutions et les partis politiques juifs sont dissous et plusieurs de leurs membres arrêtés. Seules fonctionnent encore certaines institutions culturelles juives,. Le gouvernement soviétique saisit et nationalise les usines, entrepôts de grains, les commerces, les moulins etc. Plusieurs Juifs trouvent du travail dans les coopératives mises en place par le régime. Au début de 1940, un groupe de jeunes Juifs est assigné pour travailler dans les mines de l'Oural. En raison des conditions pénibles, certains s'évadent et retournent à Augustów, où ils sont emprisonnés et jugés. Entre février et avril 1940, les anciens propriétaires et industriels ainsi que les responsables des partis nationalistes, y compris les Juifs, sont arrêtés par le NKVD et déportés au Goulag en Sibérie. Augustów étant considérée par les soviétiques comme une ville frontière, tous les réfugiés présents sont transférés à plus de 100 km à l'est de la frontière, vers les villes de Baranavitchy  et Slonim. 
Les Allemands prennent la ville au matin du 22 juin 1941 le jour même du déclenchement de l'opération Barbarossa contre l'Union soviétique. Les premières exécutions massives de Juifs ont lieu immédiatement après. 30 personnes, 15 Juifs et 15 Russes, enfermés par les Allemands dans le sanatorium soviétique sont abattus le 25 et 27 juin par les Einsatzgruppen. Les exécutions suivantes sont organisées par le Regierungsrat Hans- Joachim Bohme, commandant de la police d'État de Tilsit (maintenant Sovetsk en Russie): le 27 juin 1941 un Einsatzkommando sous les ordres du Hauptsturmführer SS Wolfgang Ilges de Tilsit, arrête 100 Juifs et les exécute, puis quelques jours après tous les invalides de la ville sont abattus. Le 3 juillet, entre 300 et 316 Juifs d'Augustów, principalement des hommes, sont abattus dans la forêt d'Augustow par une unité opérationnelle dirigée par Wolfgang Ilges et Waldemar Macholl, commissaire aux frontières et par des soldats du 87e régiment d'infanterie.
Le 15 aout 1941, une unité allemande de la police d'État de Tilsit ordonne à tous les hommes juifs entre 13 et 60 ans de venir s'enregistrer pour aller travailler. Environ 800 hommes répondent à l'appel. Ils sont exécutés par groupe de 200 à 300 personnes dans la forêt de Szczebra, près du village de Klonownica, distant de seulement 4 km d'Augustów. 

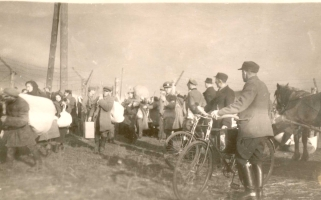
Octobre 1941: les Juifs survivants sont parqués dans le ghetto

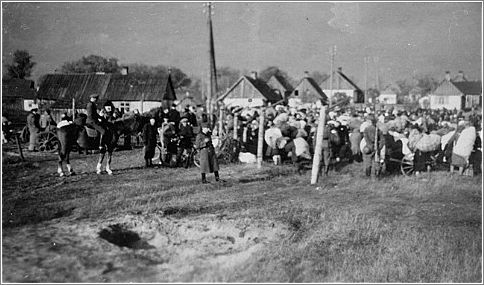
Le ghetto d'Augustów

En octobre 1941, un ghetto est créé à Baraki, le quartier situé à l'extrême est d'Augustów, entre le canal d'Augustów et la rivière Netta. Les 2 000 Juifs restant d'Augustów et des villes alentour comme Lipsk, Sztabin et Dowspuda, principalement des femmes, des enfants et des personnes âgées, sont enfermés dans le ghetto. Apparemment, il n'y aurai pas eu plus de 200 hommes valides. Le ghetto est entouré de fils de fer barbelés et gardé par la police polonaise et allemande. Il est officiellement interdit aux Juifs de quitter le ghetto, mais certains gardes se laissent soudoyer. Les résidents du ghetto doivent porter une étoile jaune cousue sur leur vêtement. Les hommes sont employés dans les scieries de la région et les femmes doivent nettoyer la ville, les bureaux et les maisons habitées par les Allemands. 
En 1942, plusieurs groupes de jeunes femmes sont envoyés travailler sur la ligne de chemin de fer de Grajewo. Les groupes sont changés chaque mois.  
Un Judenrat (Conseil juif) est mis en place, dirigé par Kantarowicz, un forgeron, dont le rôle principal est de fournir des travailleurs juifs pour le travail forcé. Cinq à six policiers juifs sont chargés de surveiller le ghetto. Les Allemands détruisent le cimetière juif et se servent des pierres tombales pour paver les rues. 
Toyer, chef de la SS à Augustów et son assistant Klonovsky, un Allemand ethnique, sont responsables de la gestion du ghetto. Les conditions de vie sont exécrables: la surpopulation entraine des épidémies de typhus et autres maladies contagieuses. Le nombre de morts croit chaque jour. Un hôpital et un cimetière sont créés à l'intérieur même du ghetto.   

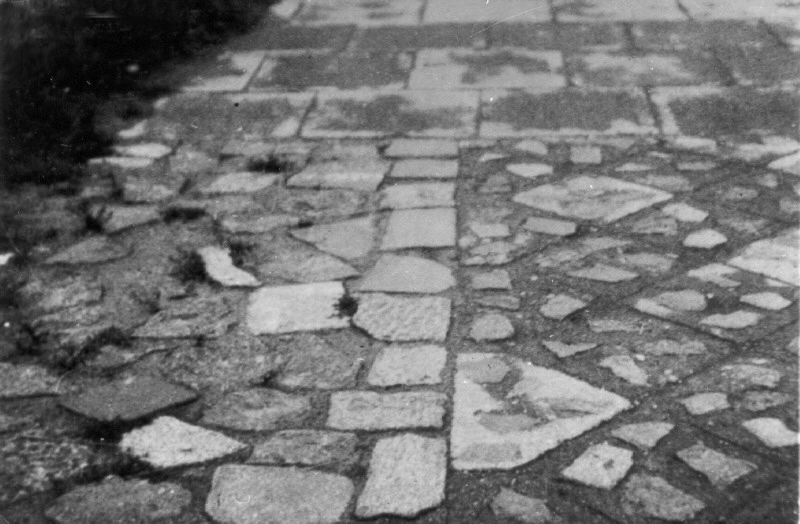
Une rue d'Augustów pavée avec les pierres tombales du cimetière juif

Le ghetto est liquidé en novembre et décembre 1942. Le 2 novembre, tous les habitants du ghetto, principalement des femmes et des enfants sont déportés au camp de transit de Bogusze (maintenant Prustiki), près de Grajewo. Dans ce camp s'entassent près de 7 000 Juifs. En raison de la famine, les Allemands ne donnant à chaque prisonnier que 100 grammes de pain par jour et une soupe claire, et des conditions d'hygiène abominable, on compte plus de 1 700 morts en quelques semaines.
En décembre 1942 a lieu un premier convoi de 5 000 Juifs du camp de Bogusze vers le camp d'extermination de Treblinka. Le 7 janvier 1943 se déroule un second convoi de Bogusze vers le camp d'extermination d'Auschwitz-Birkenau. La plupart des déportés sont assassinés dans les chambres à gaz dès leur arrivée,.
Après la liquidation du ghetto, il ne reste à Augustów que quelques Juifs qui s'étaient convertis au christianisme plusieurs années avant la guerre, et qui vivent sereinement avec leur conjoint chrétien. À l'été 1943, les Allemands les arrêtent et les abattent dans le cimetière juif .          
En avril 1944, Waldemar Macholl, chef du département IVA-3 de la Gestapo de Białystok, sélectionne personnellement 43 hommes juifs de la prison de la ville pour former le Sonderkommando 1005 afin de dissimuler les atrocités nazies commises à Augustów. À partir du 15 mai 1944, et pendant trois semaines, supervisés par l'Obersturmführer Dick, entre 3 000 et 5 000 corps sont déterrés et brûlés en deux endroits, dans la forêt de Szczebra et dans la forêt de Klowica, où s'étaient déroulées des exécutions de masse. La majorité des victimes étaient des Juifs, le reste quelques Polonais et des Russes. 

### L'après-guerre
Après le fin de la guerre, plusieurs criminels sont arrêtés et jugés: Joachim Bohme est condamné à 15 ans de prison pour avoir ordonné l'exécution de plusieurs milliers de Juifs à Augustów. En 1957, Wolfgang Ilges est lui condamné à 4 ans de prison pour l'assassinat de 100 Juifs d'Augustów. En Pologne, August Bogener est condamné à la prison à vie en 1947, pour avoir contraint des Juifs au travail forcé. En 1954, la sentence est commutée en une peine de 12 ans de prison. Waldemar Macholl est reconnu coupable en mars 1945 de nombreux crimes, y compris d'avoir ordonner en juin et juillet 1941 la mort de 315 Juifs exécutés dans la forêt d'Augustów, et pour avoir ordonner au Sonderkommando 1005 de détruire les preuves des crimes nazis et après d'avoir fait exécuter les 31 Juifs, membres du commando. Il est condamné à mort et exécuté le 25 octobre 1949. 
De la communauté juive d'Augustów, qui comptait avant-guerre entre 3 000 et 4 000 personnes, seules quelques dizaines ont survécu aux camps de la mort, ou cachées du côté aryen avec l'aide d'amis polonais.  
La communauté juive n'a jamais été reconstruite après la guerre. Il n'y a plus de Juifs à Augustów.  

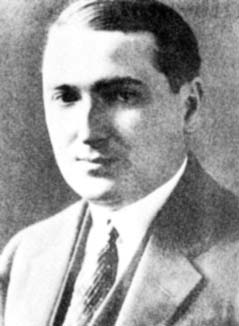
Emil Post

## Personnalités juives nées à Augustów
- Daniel Kaplan (1906-1984), photographe israélien
- Emil Post (1897-1954), mathématicien américain

## Évolution de la population juive
| Population juive à Augustów, |                       |                 |                      |
| Année                        | Population d'Augustów | Nombre de Juifs | Pourcentage de Juifs |
| 1765                         | -                     | 239             | -                    |
| 1783                         | ~ 3 500               | 180             | ~ 5,1 %              |
| 1799                         | 1 987                 | 462             | 23,3 %               |
| 1808                         | 3 549                 | 984             | 27,7 %               |
| 1820                         | 2 825                 | 1 167           | 41,3 %               |
| 1827                         | 3 576                 | 1 482           | 41,4 %               |
| 1846                         | 8 073                 | 2 836           | 35,1 %               |
| 1857                         | 7 998                 | 3 669           | 45,9 %               |
| 1860                         | 6 189                 | 3 653           | 59,0 %               |
| 1871                         | 7 444                 | 3 603           | 48,4 %               |
| 1897                         | 12 554                | 5 902           | 47,0 %               |
| 1907                         | 11 864                | 5 437           | 45,8 %               |
| 1921                         | 8 762                 | 2 261           | 25,8 %               |
| 1931                         | 12 099                | 2 397           | 19,8 %               |
| 1937                         | 13 433                | ~ 4 000         | ~ 29,8 %             |